# Возіян Клавдія Семенівна
Клавдія Семенівна Возіян (Жолка) (1 листопада 1916 — 22 лютого 2019) — український педагог. Довгожитель, відсвяткувала 102 роки від дня народження. Вчитель біології та географії. Працювала завучем лисогірської восьмирічної школи № 2. 

## Життєпис
Народилася 1 листопада 1916 року в селі Лиса Гора Первомайського району Миколаївської області.
У 15 років та 4 місяці закінчила педагогічні курси й працювала вчителем початкових класів у сільській школі. Згодом здобула і вищу освіту в педагогічному інституті.
18 років працювала завучем лисогірської восьмирічної школи № 2, вчителем біології та географії. З 1944 року працювала директором школи. Має трудовий стаж понад 40 років.
У 1984 році, після виходу на пенсію переїхала до сина у місто Херсон. Мала двох онучок, двох правнучок та одну праправнучку. У родині Клавдії Семенівни підтримувалися доброзичливі стосунки.
Померла в лютому 2019 року в Херсоні на 103-му році життя.

## Сім'я
- Син — Бобина Вячеслав Іванович (1939), депутат Суворовської районної у м. Херсоні ради[6]

## Нагороди та відзнаки
- Медаль «За доблесну працю у Великій Вітчизняній війні 1941—1945 рр.», має статус учасника війни.